# トロサウルス
トロサウルス（学名 : Torosaurus）は中生代後期白亜紀マーストリヒチアン期の現在の北アメリカ大陸に生息した四足歩行の植物食恐竜の一属。意味は“突き通す爬虫類”。トロサウルスは全ての陸棲動物中最大の頭の持ち主である。
フリルは2.77mの長さがある。全長は7.6～9m で体重は4～6ｔと推定される。トロサウルスは大きなフリルの開口部、フリル表面上方に伸びる長い鱗状骨、そしてフリルの縁に5対以上のホーンレットが見られる点で、同時期に生息したケラトプス類トリケラトプスと通常区別される 。トロサウルスはまたトリケラトプス・プロルスス Triceratops prorsusに見られるような長い鼻角をもたず、より原始的なトリケラトプス・ホリドゥスがもつような短い鼻角を備える。4種がこれまでに命名されてきたが（Torosaurus latus、 T. gladius 、T. utahensis、T. gladius）それほど種が多様だったとは今では考えられておらず、有効なのは模式種 T. latus の1種か、T.utahensis を加えた2種がせいぜいだと思われる。
最近、トロサウルス属自体の有効性が議論されている 。2010年にホーナーとスキャネラによって行われた解剖学的な分析では、フリルの形状の研究と結びついて、トロサウルスはおそらくトリケラトプスの成体であると結論づけられた。いわゆる典型的なトリケラトプスとして知られる標本は未成熟であり、トロサウルスに見られるフリル開口部の発達初期の兆候を示しているとされた。成長の間、フリルは大きく伸長し、途中でそこに穴が空くのだと説明された。
しかし、2011年、2012年および2013年には、既知の標本の外部特徴の研究により、2つの属間の形態学的相違が認められシノニム説は否定されると指摘された。主な問題は、確実な移行期を示す標本の欠如、本物のトロサウルス亜成体の明らかな存在、独立した異なる頭骨のプロポーション、フリルの厚みが薄いのはむしろ若い個体で逆に老成個体と思われるものほど厚みを増す（2010年のシノニム説では成長段階の順番を誤っている）、そしてフリルの開口はむしろ原始的なケラトプス類の特徴であり、進化の過程でそれを失ったトリケラトプスが再度それを獲得するのは不自然であるという主張がなされた
。

## 発見と種
1891年、トリケラトプス記載の2年後、ワイオミング州ニオブララ郡で南部で大きなフリルを備えたケラトプス類の頭骨がジョン・ベル・ハッチャーによって発見された。ハッチャーはオスニエル・チャールズ・マーシュに雇われた古生物学者で、それらの標本の為にトロサウルスという属名を造った。
2種のトロサウルスが現在有効である。

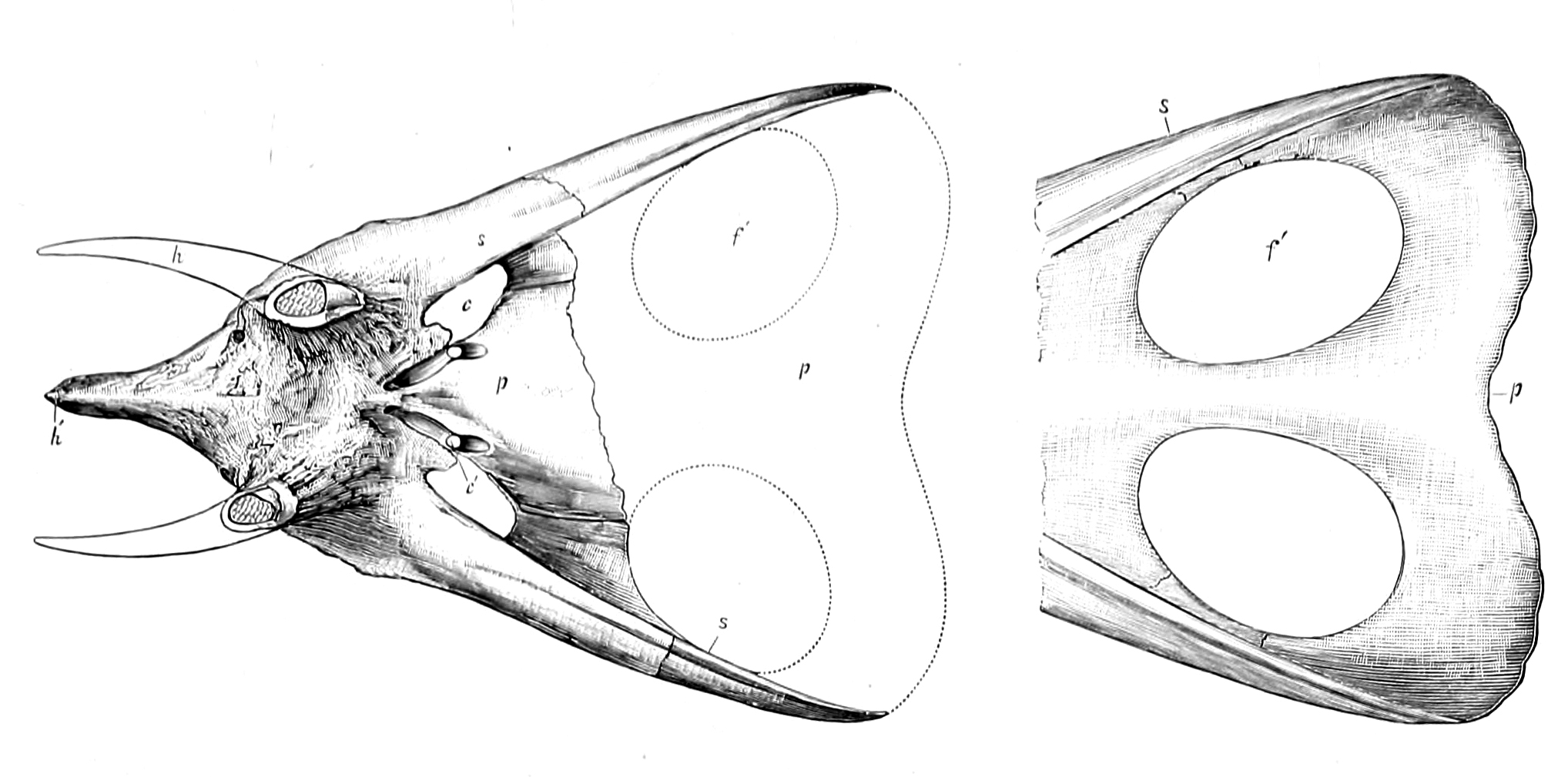
マーシュによる T. latus とそのシノニム T. gladiusのイラスト

- T.ラトゥス T. latus:Latus はラテン語で｢広い物｣の意でフリルについて言及したもの。
- T. ユタヘンシス T. utahensis: utahensis は｢ユタ州産｣を意味する。

その他の種は通常T.ラトゥスと同一であると見なされる。
- T. グラディウスT. gladius:Gladiusはラテン語で｢剣｣の意で、角ではなく長く伸びた鱗状骨に因む。

T. ラトゥスはホロタイプである断片的な頭骨、YPM 1830に基づいている。T. gladius の標本 YPM 1831はより大きな頭骨である。両方の化石はマーストリヒチアンに該当するランス累層で発見された。似た標本はワイオミング州、モンタナ州、サウスダコタ州、ノースダコタ州、 コロラド州、ユタ州、そしてサスカチュワン州からも見つかり、いずれもトロサウルスであると考えられる。これらはいくつかの確かな特徴から同定が可能だった。ANSP 15192はサウスダコタ州のより小さな個体で、エドウィン・コルバートが1944年に発見した。 MPM VP6841は頭骨を含む断片的な骨格で、ミルウォーキーで見つかった。ヘルクリーク累層のSMM P97.6.1は鼻骨を欠く頭骨で、2つの頭骨断片で2002年に報告された。1998年に発見された MOR 981と MOR 1122 は2001年に報告された。部分的な標本がテキサスのビッグ・ベンド国立公園とニューメキシコのサンフアンから見つかっているが、恐らく本属ではないかと言われている。古生物学者たちはトロサウルスの化石は普通的ではなく、トリケラトプスはより多量に見つかると述べている。
トロサウルス・ユタヘンシス Torosaurus utahensis はもともとアリノケラトプスの新種、Arrhinoceratops utahensis として1946年、チャールズ・ギルモアによって記載されていたものだ。ユタ州エメリー群で見つかった USNM 15583 とナンバリングされたフリル断片に基づく。1976年、それはダグラス・ラーソンによって現在の学名に改められた。2005年、ロバート・サリヴァンら  は、ユタヘンシス種はラトゥス種よりいくらか生息年代が古いと指摘した。2008年、レベッカ・ハントは本種の追加の標本について考察し、ラトゥス種がトリケラトプスの成体であると見なされる関係で、ユタヘンシス種はトロサウルスとは別属の新属であると結論づけた。

## 特徴

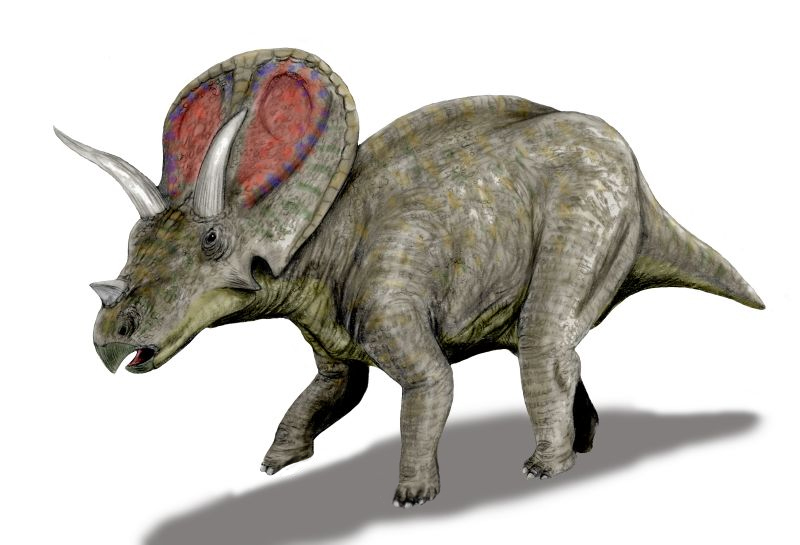
想像図

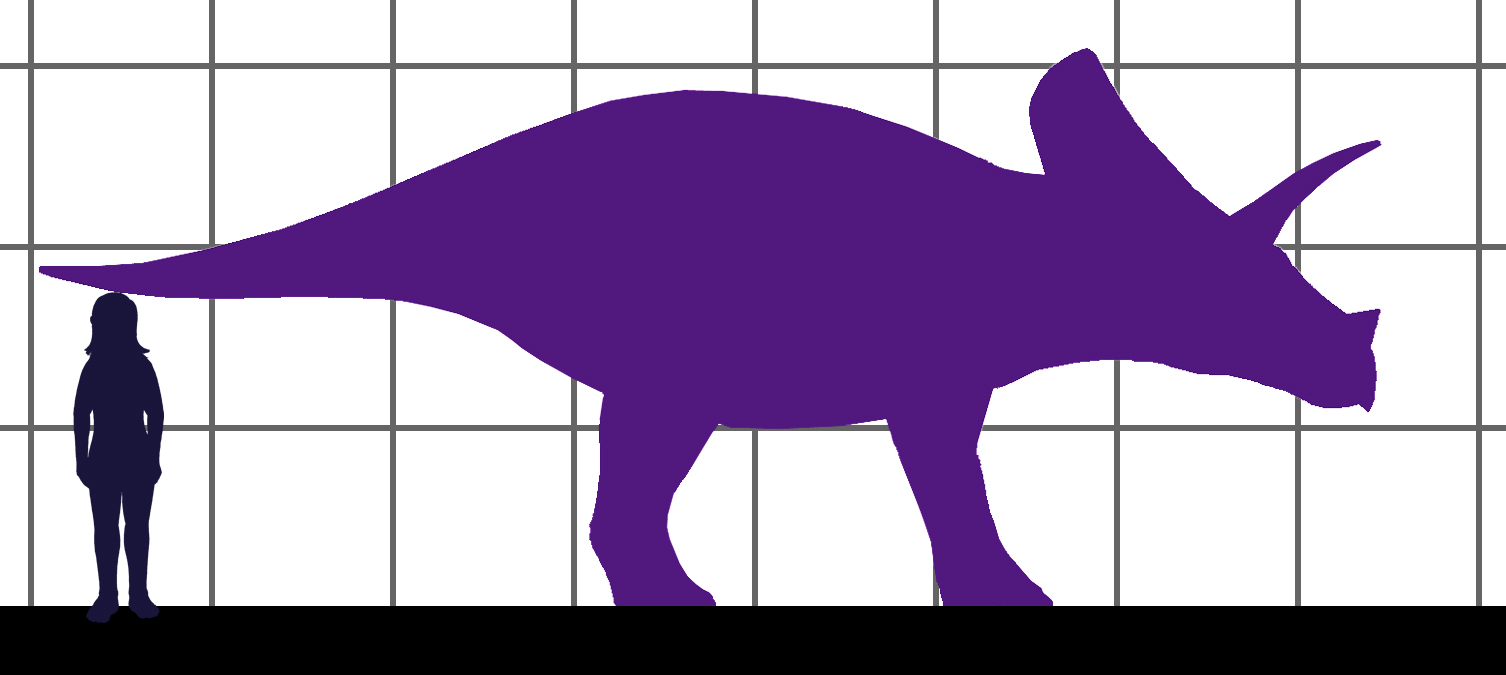
人との大きさ比較

体長7 - 9メートル、体重約5 - 8.5トン。頭骨は2.6メートルに達し、陸生動物では最大と目される（ペンタケラトプスの物を上回る可能性のある化石が見つかっている）。鼻上に太くて短い角を1本、左右の眉上に長大な角を一本ずつ、合計3本の角が生えている。また、ホーンレットのないフリルは長大で、腰の辺りにまで達する。
3本の角は、この仲間の看板ともいえるトリケラトプスのそれよりも短く屈曲も少なめである。復元図では、カスモサウルス共々襟飾りに威嚇用の目玉状の模様を描かれることが多いが、そのような模様があったという科学的証拠はない（目玉模様は、肉食性の生物には効果が無いとの説も有る）。
トロサウルスと考えられる個体は全て体が大きく、トリケラトプスの最大個体と同じくらいである。長いフリルのために頭骨はかなりの大きさになっている。ハッチャーは YPM 1830 の頭骨を 2.2ｍ、YPM 1831 のそれを2.35ｍと計測した。しかし1933年、リチャード・スワン・ルルはそれぞれが実際は2.4 mと2.57mだったと指摘した。これに基づき、トロサウルスは既知のいかなる陸棲動物よりも大きな頭をもつとされる。しかし1998年にトーマス・レーマンはペンタケラトプスの部分的な頭骨の長さが生体では2.9mあったとした。これは、2011年にニコラス・ロングリッチによって再び疑われることになった。ロングリッチはこの標本を別属ティタノケラトプスとして分類し、その頭蓋骨がペンタケラトプスとして復元された為に実際より長すぎる復元になっていたと指摘した。さらに、2006年にアンドリュー・ファルケは新しい頭骨を記載し、ハッチャーの原記載 MOR 1122 の長さが2.52m、MOR 981の長さが 2.77mだったと上方修正した。

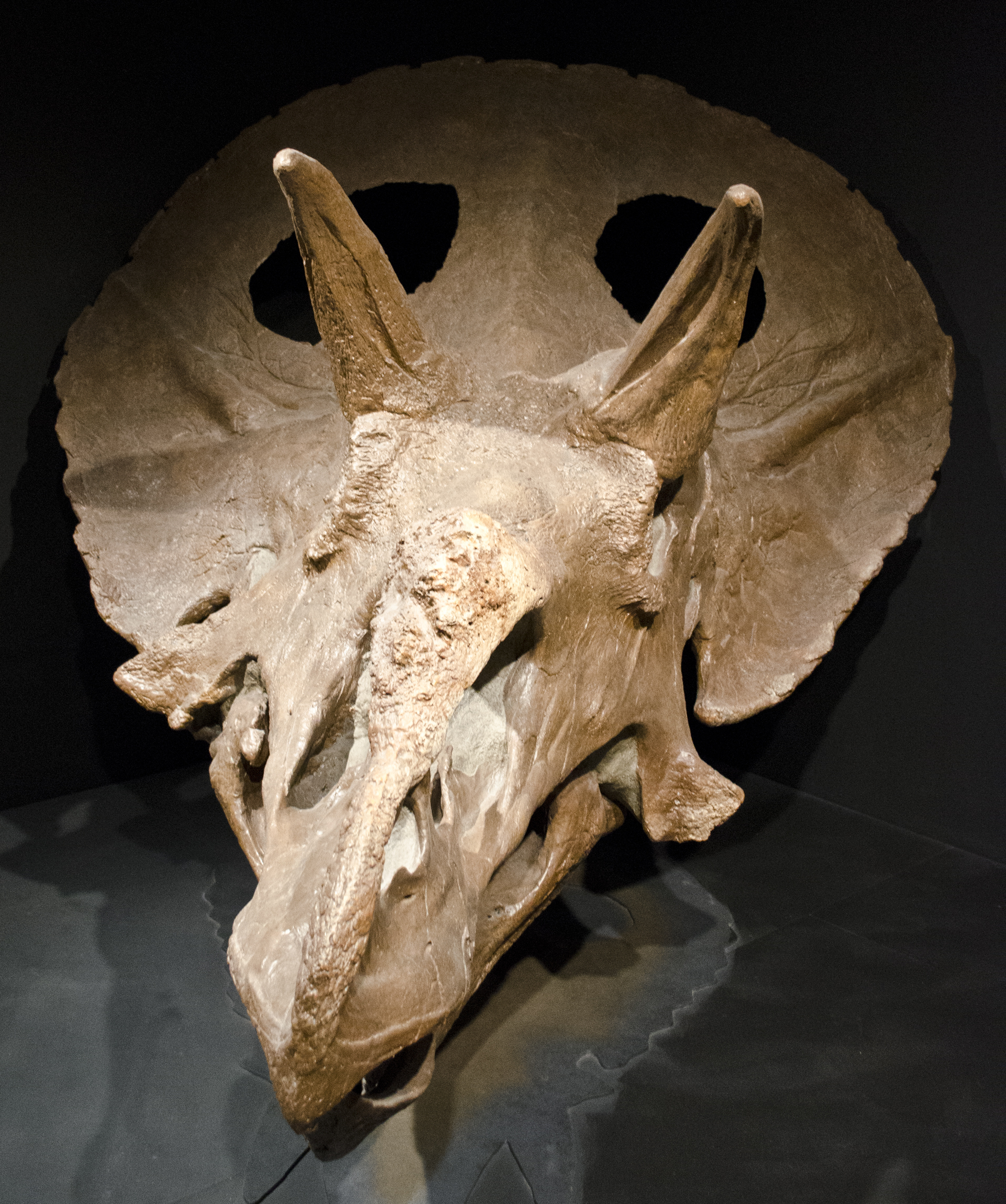
MOR 1122

ファルケは2006年にトロサウルスの固有派生形質を以下のように提唱した。フリルは、頭骨の他の部分と比較して非常に長い。頭頂骨には10個以上の三角形の縁後頭骨（オステオダーム）がある。正中線のそれは存在しない。オステオダームは鱗状骨と頭頂骨の境界に跨っていない。頭頂骨は薄い。フリルは円形または楕円形の開口部によって穿たれる。頭頂骨は、長さより約20％の広さがある。ファルケはトロサウルス・ラトゥスはトリケラトプス・ホリドゥスとトロサウルス・ユタヘンシスのどちらとも同属とは考えられないと主張した。ユタヘンシス種の鱗状骨はそれに平行な深い縦の谷があり、それに組み合わさった縁頭頂骨の隆起が発達しているとした。
トロサウルスとして知られている標本は非常に多様である。いくつかの標本では上眼窩角は長く、前方にカーブする。MOR 981のように。そしていくつかはMOR 1122 とANSP 15191のように、短くまっすぐなものもある。また、3本の角の配置が個体によって異なる。大抵は上眼窩角は眼窩の上から直に生えるが、例えばYPM 1831では眼窩の後縁の隅から伸びている。同様に鼻角の生え方にもバリエーションがある。YPM 1831のそれは短く、YPM 1830 では上にまっすぐ伸びるが、MOR 981、ANSP 15192、そして MOR 1122 では顕著に低い瘤状になっている。フリルは更に差が激しい。ANSP 15192 とYPM 1830 は上後方に曲がったシールドをもつが、YPM 1831 のそれは扁平に近い。しかしそれは人工的に復元された為かもしれない。YPM 1831のフリルはまた、正中線に明瞭なへこみがあり、ハート形をしている。他の標本ではフリルの縁はまっすぐになっている。フリルの比率については更に多様である。YPM 1831は長さと幅の比が1.26倍だが、MOR 981では長さが幅の2.28倍になっている。縁後頭骨の数についてはほとんどの標本でその部分が失われているので比較が難しいが、MOR 981とMOR 1122はそれぞれ10個と12個の縁鱗状骨をもっている。YPM 1831は泉門が修復されているが、縁鱗状骨は実物であると思われる。ファルケはこれらの形態差は属を隔てる程のものではないとしている。

## 学名について
恐竜関連の書籍ではしばしば、トロサウルスを「雄牛の爬虫類（雄牛トカゲ）」と邦訳する文献があるが、これは誤りである。一説にこれはTorosaurusのToroを“雄牛”を意味するスペイン語あるいはラテン語と混同しての事だと言われている 。

## 分類
1891年、マーシュはトロサウルスを角竜下目ケラトプス科に分類した。
トロサウルスは長いフリルをもっているということで、伝統的にカスモサウルス亜科に分類された。同グループのメンバーは他にアンキケラトプス、アリノケラトプスなどがある。一方、1980年代の時点でトリケラトプスはフリルが短いのでまだセントロサウルス亜科に分類されていた。しかし、化石ハンターチャールズ・ヘイゼリアス・スタンバーグの指摘で分類法が改められ、1990年代の解析ではトロサウルスとトリケラトプスは共にカスモサウルス亜科とされ、両者が近縁な動物であることがわかった。

## トリケラトプス同属同種説

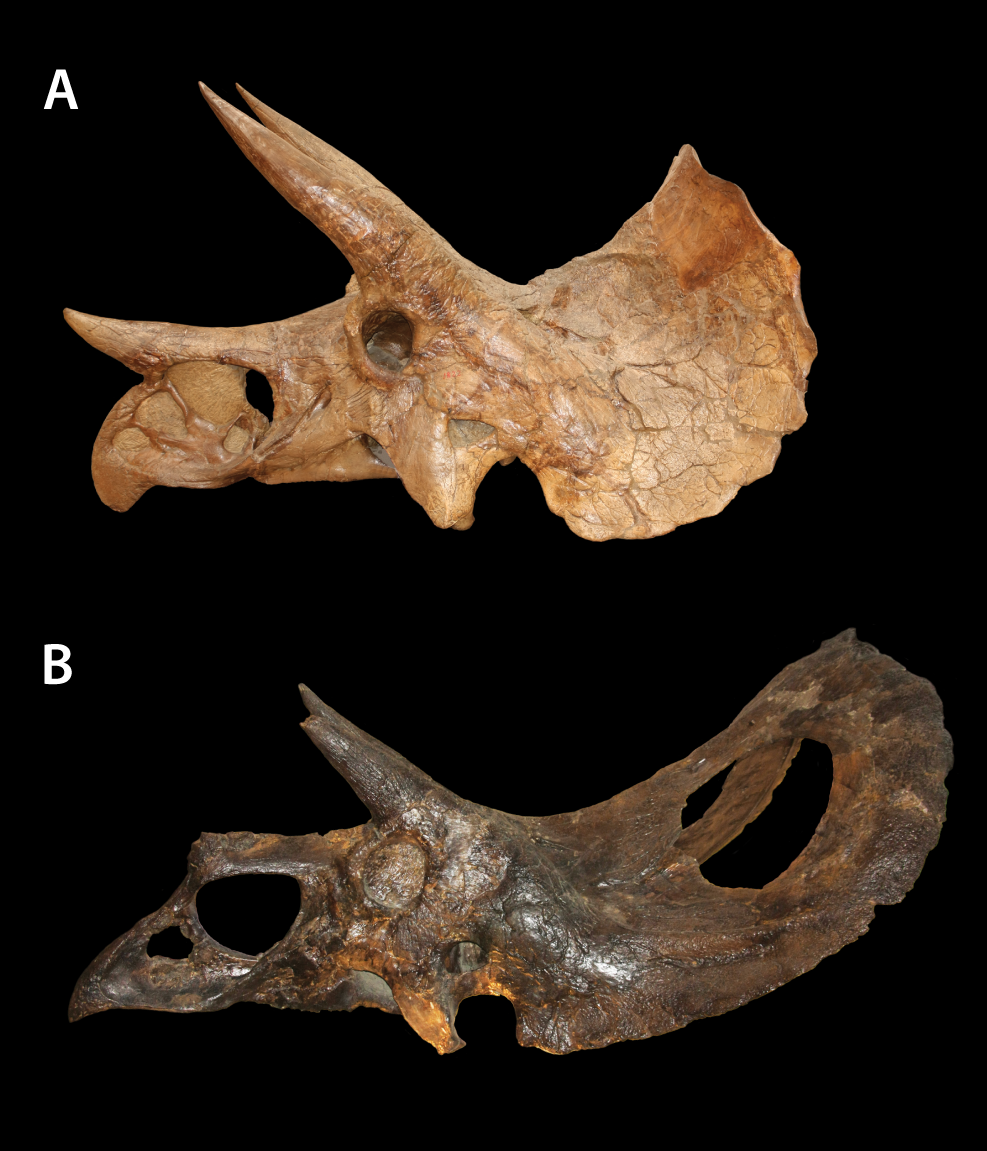

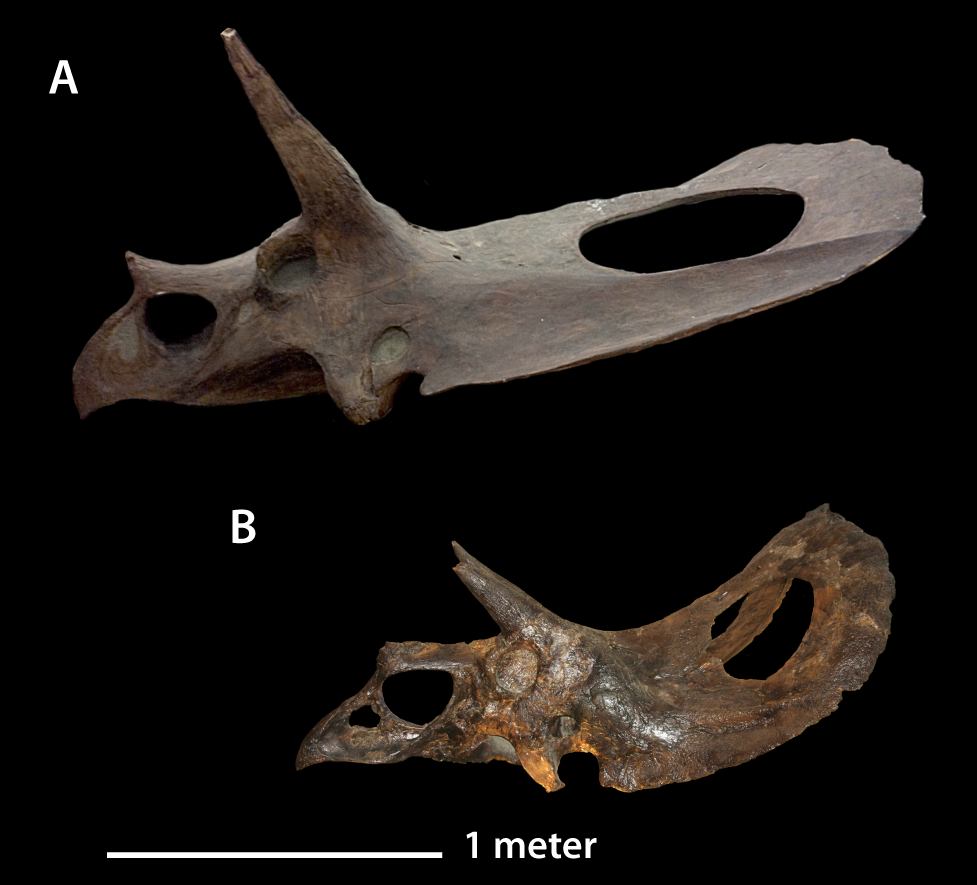
A:標本番号YPM 1831の頭骨(亜成体)、B:ANSP 15192の頭骨(若齢成体)。これらは実物化石を用いているが多くの部位は復元である。

トロサウルス属(Torosaurus)がトリケラトプス属(Triceratops)のシノニムである可能性は、両者の発見当初から長年議論されてきた。両者とも同じ地層から発掘される上、フリルなどを除いて形態的な差異がほとんど見られないためである。
またトロサウルスは完全に成長しきったと見られる不完全な標本が数個体分しか発掘されないにも係わらず、トリケラトプスは成長段階などをも含んだ50以上もの化石が次々と発掘されてきた。
こうした中、2010年モンタナ州立大のスキャネラとホーナーは、モンタナ州東部での発掘調査などにより、上述の通りトロサウルスとトリケラトプスにフリル以外の差異が認められないこと、トリケラトプスが幼体から成体までの幅広い個体の化石が確認されるのにトロサウルスとされるフリルを持つ個体は成体のみしか確認されない点を重視した。またトリケラトプスのフリルの一部(頭頂骨-鱗状骨の境界部分)は成長に従って薄くなり、開口に向かうこと。そしてそうした形態がトロサウルスに非常によく似ることを示し、トロサウルスとトリケラトプスは同一種であり、トロサウルスは成熟したトリケラトプスと結論付ける発表を行った
。
もっとも、2017年現在までの反論でこの仮説はほぼ否定され、スキャネラは自説を放棄している。
マーストリヒチアンにおけるララミディア大陸では、トロサウルスとトリケラトプス、2つの近縁なカスモサウルス亜科の属が同じ生息地を共有していた。2009年、モンタナのヘルクリーク累層の恐竜の個体発生を研究しているジョン・スキャネラは、両者間の唯一の違いは、フリルの形だけで、トロサウルスの幼体や亜成体は知られていないが、かなりの数のトリケラトプスのそれらが発見されていると思っていた。また、トリケラトプスは、成体になっても幼形形質を保持し、他のカスモサウルス亜科とは異なると述べた（短い鱗状骨がネオテニーの形質だと考えた）。そして両者が単一の属の成長段階であるという仮説によって最もよく説明でき、トロサウルスはトリケラトプスの新参異名であると結論づけた。
2010年、スキャネラとその指導者ジャック・ホーナーは、ヘルクリーク累層で見つかった38個体分の頭骨標本（トリケラトプス29頭、トロサウルス9頭）の成長パターンに関する研究を発表した。彼らは、トロサウルスが間違いなくトリケラトプスの成体を表していると結論した。ホーナーは、脊椎骨の表面が化生骨で構成されていることを強調した。化生骨の特徴は、成長するにつれて短くなり、最終的に吸収されることである。またトリケラトプスとしてすでに同定されていた頭骨でさえ、有意義な発達が見られるとした。ホーナーは、「上眼窩角の向きは、子供では後向きであり、成体では前向きである」と観察した。トリケラトプスの頭蓋骨の約50％はトロサウルスのフリルの開口部の配置に対応する2つの薄い領域がフリルにあり、同時に、成熟したトリケラトプスの個体はより長いフリルをもっていた。ホーナーは、一般の人が恐竜種と考えているほとんどの種が他の既知種の成長段階であり、トロサウルスの問題は氷山の一角にすぎないとしている。老齢のトリケラトプスの個体では、フリルはかなり長くなり始め、後縁で平らになり広がる。同時にフリル表面の窓が現れ、典型的なカスモサウルス亜科のフリルの形状になったと指摘した 。
その後、スキャネラとホーナーは、すべてが仮説によって容易に説明されたわけではないことを認識した。反論の余地に対して、彼らはさらなる仮説を立てた。 1つの問題は、トロサウルスがトリケラトプスの正常な最後の成熟段階であった場合（彼らが "toromorph"と呼んだ段階）にしても、トロサウルスの化石の産出量が少なすぎることだ。これは成体の死亡率が高いことと、老齢のトリケラトプスは高所に好んで住み、侵食が化石化を防ぐという可能性によって説明された。第2の問題は、トロサウルス亜成体の存在を示唆していると思われるトロサウルス標本のサイズ範囲であった。これらのうち、彼らは骨の構造が完全に成熟した年齢を示したものと主張し、大きさの違いは明らかな個体差であると主張した。第3の想定される異論は、開口部の有無にかかわらず、個体間の移行形態を表す標本が知られていないことであった。既知の全てのトロサウルスの開口部は完全な形態で、他のカスモサウルス亜科の亜成体に見られるような初期の穿孔（中途半端な穴）とは異なる。それに対抗するために、彼らは、そのような過渡的形態の例として、論争の深いネドケラトプス（トリケラトプスでもトロサウルスでもない）のホロタイプ USNM 2412がまさにそれであると述べた

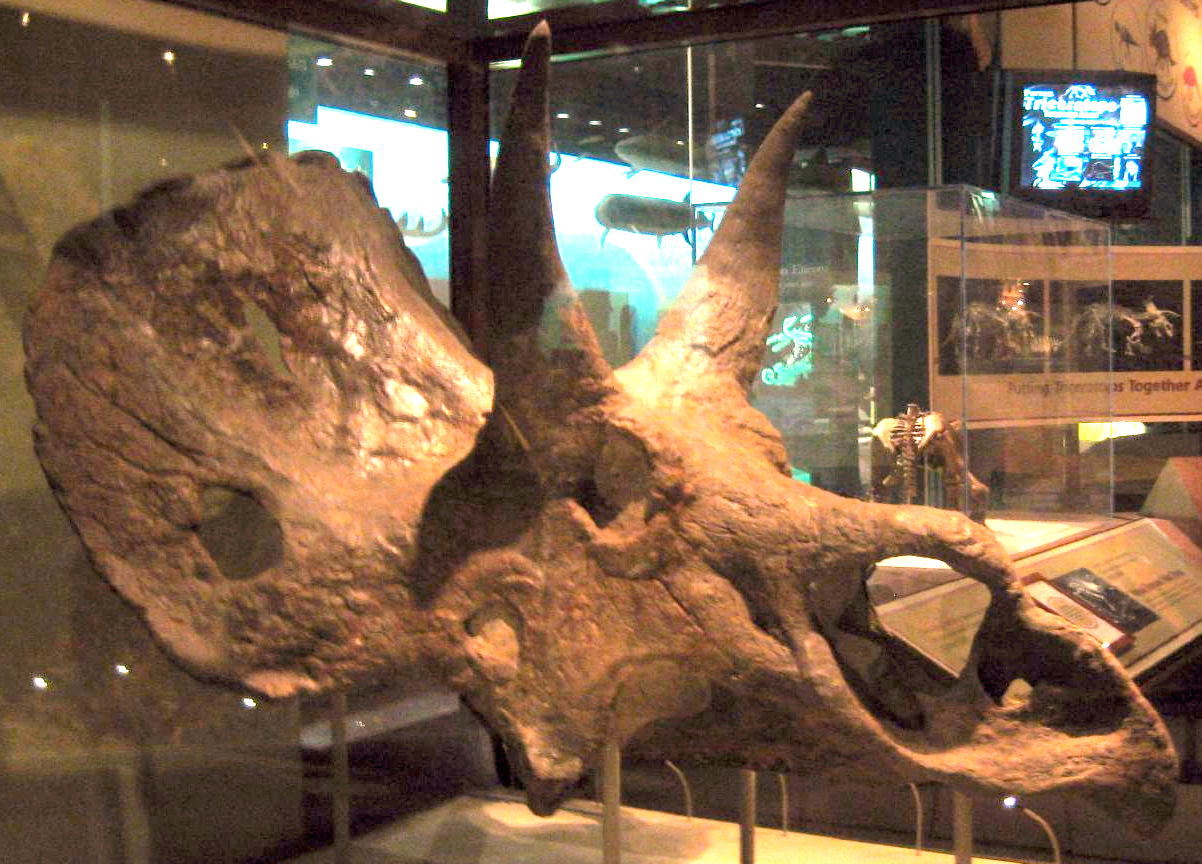
スキャネラとホーナーがトリケラトプスとトロサウルス間の移行過程を表すとしたネドケラトプス。

ネドケラトプスにおいて問題とされる形質（フリルに小さな開口部があり、鼻角が非常に低い隆起になっている）は、単に「toromorph」に変換する第一段階にその存在を反映するだけであるとした。最後の問題は、縁頭頂骨の数の違いである。トリケラトプスには、典型的には正中線の縁頭頂骨を含む5対のホーンレットがあり、トロサウルスには10ないし12のそれがあり、正中線のものは欠けている。また、フリルの側縁には、トリケラトプスが5対、トロサウルスが6または7対の縁鱗状骨をもっている。これは、成長中にその数が増加したと仮定して説明した。ホーンレットの数と位置はトリケラトプスとされている個体間でもバリエーションがあり、MOR2923に示されているように、トリケラトプスでも6つの縁頭頂骨を有するが、正中線のものが欠如しているものもあることが指摘されている。
スキャネラとホーナーの結論は満場一致では受け入れられていない。いくつかの専門家は、 "toromorph"仮説が正しいという可能性を認めているが、否定の余地が十分すぎるほど存在している。この仮説は、アンドリュー・ファルケの2011年の論文とニコラス・ロングリッチの2012年の論文によって直接対抗を受けた。ファルケは、トリケラトプスとの同定を主張していたスキャネラとホーナーに対して、ネドケラトプスという問題のある属をトリケラトプス属の成体または病気の個体として再記載した。ファルケは、ネドケラトプスのフリルの不規則な穴の様子は、薄い骨が穿孔されたという状態とはほど遠く、厚い骨の腫瘍に囲まれていると指摘した。ファルケはさらに、提唱されたようなトリケラトプスからトロサウルスへの移行といくつかの事実を調和させることは無理があると結論付けた。一般的に、ケラトプス科では、フリルが成長しきると縁頭頂骨の数は増減しない。縁鱗状骨の数は変動することもあるが、幼体の段階で最大数に至るため、サイズとは関係がない。明らかに、これは個体差ではなく種差あるいは属差である。同様に、ケラトプス科では一般に、フリルの穴の形成は年齢に関係なく、新生の個体でもその穴をもっている。ファルケは、トリケラトプスのフリル上の薄い骨の領域（初期の穴の位置が判明している）は筋肉の付着部として説明した。開口部とフリルの骨構造との間に一貫した関係はない。トリケラトプスの多くの標本にはフリル表面に深い静脈の跡があり、すでにかなりの高齢であることを示している。トリケラトプスのフリルに途中で穴が空くとすれば、彼らは若返らなければならず、その後、再びその穴を広げるために成長する必要がある。最終的に、ファルケは、その巨大なサイズにもかかわらず、トロサウルスの標本YPM 1831は、その癒合の進んでいない骨組織によって示されているように、まだ完全には成長しておらず、したがって真のトロサウルスの亜成体であると指摘した
ロングリッチは2012年に、改竄の原則を適用して問題を調査した。スキャネラらの仮説の中から科学的に有効な試験が可能な3つを選び、調査を行った。ロングリッチは、 "toromorph"仮説は複数の点であり得ないと主張した。第一に、トロサウルスがトリケラトプスと同一種であった場合、両者の化石は同じロケーションで見つかるはずである。実際には、その地理的範囲は一部しか一致してしない。北部ではトリケラトプスのみが見つかり、トロサウルスの化石は見つかっていない。逆に南部からはトロサウルスだけが知られている。しかしこのような状況はトロサウルスの化石が比較的少なく、サンプリングが不完全であるという弊害によるものである可能性もある。したがって、ロングリッチはこの点による否定は完全にはできないが、証明することもできないと結論づけた。第二に、すべてのトロサウルス標本は成体であり、全てのトリケラトプス標本は非常に若いものであるという仮定に対して次のように反論した。ロングリッチによると、この最後の点はまだ確立されていない。確かに、2011年にホーナーは解剖学的研究を発表し、調査されたトリケラトプスのすべての標本が亜成体の骨構造を保有していたことを示していたが、標本が少なすぎてすべてのトリケラトプスの化石に有効な一般化ができていなかった。仮説をよりよく評価するために、ロングリッチは24個の頭骨外部形質のリストを提案し、頭骨要素の癒合および成熟のレベルに関して検体を検査した。これらの基準を適用して36点の標本を調査した。癒合は典型的には特定の順序で行われており、年齢に関する追加情報がわかった。実際これらの基準によって大半のトロサウルス標本は成体であるとわかった。しかし2つの例外があった。小さい個体であるANSP 15192は、成体ではあるが、鼻骨の癒合が進んでいない事によって示されるように、比較的若い。最も若い標本はYPM 1831で、鼻骨、頬骨、上眼窩角の癒合が進んでいなかった。さらに、フリルの縁は成長している若い骨の外見を持っていたにもかかわらず、そのホーンレットをすべて失ってしまっていた。一方、ロングリッチは、調査されたトリケラトプスの頭骨のうち10点が、最も高齢のトロサウルス標本と同じレベルの成熟に至っていることを突き止めた。ロングリッチは、この分析はスキャネラらの仮説を完全に否定したと結論付けた。3番目の仮定は、トロサウルスとトリケラトプスの間に移行型が見いだされる可能性があるというものだった。ロングリッチは、「トリケラトプスのフリルの薄い領域が、移行期の最も強力な証拠として、開口部の前駆体であった」というスキャネラらの主張を検討した。しかし、これらの構造は位置が完全に異なっていた。トリケラトプスの窪みはフリルの下の方に位置し、トロサウルスの穴は壁面に完全に囲まれている。さらに、窪みははるかに厚い骨に接し、トロサウルスの穴は細い骨で囲まれており、それとは別にトリケラトプスに見られる窪みも有している。ロングリッチは、仮説が第3の予測に関しても破綻していることを突き止めた。 3つの仮説のうち、1つでも破綻するところ、2つで反証されているので、この仮説は否定されるべきである。
ロングリッチはまた、「toromorph」仮説にいくつかの追加の反対を示唆した。縁頭頂骨の数に関して、既知の遷移形は存在しない。また縁頭頂骨は完全にフリルの縁を占めていたので、その数が増加する余地はなく、通常の成長プロセスではフリル本体と一緒に大きくなるだけである。スキャネラらの提案した縁頭頂骨の侵食による分裂は、縁鱗状骨でのみ起こることであり、縁頭頂骨では決して確認されていない。トロサウルスの鱗状骨は内側が肥厚し、外側が凹面であり、トリケラトプスのそれは、内側が窪んでおり、外側が平坦である。中間型は知られていない。トロサウルスの鱗状骨はまた、絶対サイズとは無関係に、より細長い。ロングリッチは、トロサウルス標本とトリケラトプス標本を組み合わせて1つの成長シーケンスを作成すると、ANSP 15192とYPM 1831は回帰直線と比べて完全な異常値を示すと指摘した。 ロングリッチは、ホーナーが解剖学的研究でトリケラトプスが幼弱形質であるという事実を示唆したことには肯定的であったが、トリケラトプスは他のカスモサウルス亜科と異なりネオテニー（成熟しても幼形形質を保つ）であるという代替的な説を提示した。ロングリッチは、再び個体差を根拠としてスキャネラとホーナーが反論してくるだろうと予想していた。しかしロングリッチによれば、個体差というのは説得力が弱い。トロサウルスのANSP 15192とYPM 1831のサイズの違いは、性的二形によって説明された方がまだよく、前者は若いメス成体、後者はオス幼体である可能性がある。
2013年、ファルケとマイオリーノは、トロサウルス、トリケラトプス・ホリドゥス、トリケラトプス・プロルスス、およびネドケラトプスの成長に伴う頭骨の変化を記録した形態空間（形状空間）の統計解析結果である形態計測研究を発表した。成長期において、トロサウルスの頭蓋骨は、T. ホリドゥスおよびT. プロルススとは異なる形態を保持していると結論付けた。2種のトリケラトプスは、その割合が重複している。フリルの形を無視しても、これは当てはまる。ネドケラトプスは、サイズ以外はトロサウルスとトリケラトプス・ホリドゥスの間の妥当な移行型ではないことが証明された。ファルケとマイオリーノは、トロサウルス標本の少なさはこの結果の信頼性を低下させているが、トロサウルスとトリケラトプスは別個の分類群であると考えざるを得ないと結論付けた。
これらの反論以降しばらく自説に触れてこなかったスキャネラであったが、2015年のトリケラトプスの属内進化に関する論文中で、以下のように述べている。トリケラトプスとトロサウルスが、異なるが近縁の分類群だった場合、古い時代のトリケラトプス・ホリドゥスは成長途中でより原始的な頭頂骨の特徴（フリルの開口部）を発現するかもしれない。同時に、癒合していない縁鼻角をもつトロサウルス（MOR 3005）を記載している。縁鼻角の癒合は角竜の成長において重要な要素のひとつで、亜成体の時期に癒合すると考えられる。これは toromorph仮説を自ら否定したようなものであるが、明言は避けられている。

### 騒動
トリケラトプスの知名度の高さも手伝ってか、この研究は2010年8月当時、比較的大きな話題となった。しかし中には「トリケラトプスが消えてトロサウルスに纏められるのでは」という、本来の論文の趣旨とは全く相反する報道もなされ
、これがツイッターなどを通じて拡散され混乱を招く事態が起こった。だがそもそも論文の題名にもある通り、トロサウルスが消えてトリケラトプスに纏められることになるのが元々の情報であって、上記のような報道は全くの曲解と言える。そもそも国際動物命名規約では、原則として時系列上先に記載された方を有効名とする規定になっており、この場合、最初に記載された方であるトリケラトプスが有効名として認められる。またこの件に関しては論文の著者であるジャック・ホーナーらはその後も公式に「トリケラトプスが残る」ことを強調している。

## トロサウルス・ユタヘンシスの有効性
トロサウルス・ラトゥスがトリケラトプスの成体の「toromorph」期を表しているという仮説は、第2のトロサウルスの種、T. ユタヘンシスが有効名であるかどうかの問題をも提起している。この問題は、化石標本が不足しているため複雑になった。ほとんどの標本は単離した骨で構成されている。 T.ユタヘンシスは、細長い鱗状骨から長いフリルをもっていたと思われるため、広くトロサウルスであると信じられている。縁頭頂骨の数とフリルの大きさ、縁頭頂骨の位置、または存在すること自体も知られていない。研究者たちは、ビッグ・ベンド国立公園のジャヴェリナ累層のボーンベッドから、トロサウルス cfと同定された幼体と亜成体が出土したと主張している。特徴的なトロサウルスの頭頂骨を持つT. ユタヘンシス成体もその近くで見つかっている。スキャネラとホーナーは、今後の発見だけがこの問題を解決できると結論付けた。彼らは、トリケラトプスの生息地より南に分布するこのトロサウルスは、別のカスモサウルス亜科またはトリケラトプス第三の種を表すかもしれないことを示唆した。ファルケの2013の分岐分析では、トリケラトプスとトロサウルス・ラトゥスの間に位置づけられたが、暫定的なものとされている。